# Rockpepper Bay
Die Rockpepper Bay (in Argentinien Ensenada Güemes,  in Chile Bahía Maurice) ist eine 5,5 km breite Bucht an der Nordküste der Joinville-Insel vor der Nordspitze der Antarktischen Halbinsel. Sie liegt unmittelbar östlich des Boreal Point.
Der Falkland Islands Dependencies Survey nahm zwischen 1953 und 1954 Vermessung vor. Das UK Antarctic Place-Names Committee benannte sie 1957 nach den zahlreichen sehr kleinen Inseln, Klippen und Rifffelsen innerhalb der Bucht. Namensgeber der argentinischen Benennung ist Martín Miguel de Güemes (1785–1820), General im argentinischen Unabhängigkeitskrieg (1810–1818). Chilenische Wissenschaftler benannten die Bucht dagegen nach Maurice Poisson Eastman (1926–2006), einem Teilnehmer an der 1. Chilenischen Antarktisexpedition (1946–1947).